# Leucopogon microphyllus
Leucopogon microphyllus är en ljungväxtart som först beskrevs av Antonio José Cavanilles, och fick sitt nu gällande namn av Robert Brown. Leucopogon microphyllus ingår i släktet Leucopogon och familjen ljungväxter. Utöver nominatformen finns också underarten L. m. pilibundus.